# شينيا مياموتو
شينيا مياموتو (باليابانية: 宮本慎也؛ بالكانا: みやもと しんや) هو لاعب كرة قاعدة ياباني، ولد في 5 نوفمبر 1970 في سويتا في اليابان.

## وصلات خارجية
- شينيا مياموتو على موقع الدوري الياباني لكرة القاعدة (الإنجليزية)
- شينيا مياموتو على موقعبيزبول رفرنس.كوم (الدوري الثانوي) (الإنجليزية)
- شينيا مياموتو على موقع أوليمبيديا (الإنجليزية)